# اوری ایلان

والدین اوری ایلان در پایان مراسم تشییع جنازهٔ او در بالای قبر ایستاده‌اند. خاخام ارشد نظامی، شلومو گورین نیز در حال ادای احترام (سلام نظامی) دیده‌ می‌شود. - ۱۹۵۵

اوری ایلان (به عبری: אורי אילן) سرباز وظیفه با درجه گروهبانی در نیروهای دفاعی اسرائیل و فرزند یکی از نمایندگان زن کنست به نام فایه ایلانیت بود.
اوری ایلان در سال ۱۹۵۳ میلادی به گردان گولانی پیوست. وی به همراه چهار تک‌ آور دیگر نیروهای دفاعی اسرائیل، در عملیاتی کماندویی در عمق خاک سوریه به تاریخ ۸ دسامبر ۱۹۵۴ میلادی، به اسارت درآمد.
وی نهایتاً در تاریخ ۱۳ ژانویه ۱۹۵۵ در زندان اقدام به خودکشی کرد.
هرچند رسانه‌های اسرائیلی سوریه را متهم به شکنجهٔ او کردند، اما بررسی سازمان ملل هیچ اثری از بدرفتاری فیزیکی را نشان نداد.
در تاریخ ۲۹ مارس ۱۹۵۶ میلادی، دولت سوریه در قبال دریافت ۴۰ سرباز اسیر خود از اسرائیل، ۴ سرباز اسیر اسرائیلی و جسد اوری ایلان را به آن کشور تحویل داد.
منابع اسرائیلی مدعی هستند که پس از دریافت جسد اوری ایلان، در مراحل کالبد شکافی مشخص شد که در شلوار وی ۹ یادداشت توسط خلال دندان چوبی جاسازی شده بود. در یکی از نوشته‌ها، وی توضیح داده بود که در انتظار حکم خود بوده و امکان استراحت ندارد. نوشته‌ ای از وی با عنوان «من به کشورم خیانت نکردم» تاثیر فراوانی را در افکار عمومی کشور اسرائیل بر جای گذاشت.
در کشور اسرائیل از وی به عنوان نماد وطن‌پرستی و فداکاری یاد می‌شود.